# Joseph-Marie Martin
Joseph-Marie-Eugène Martin (Orléans, 9 augustus 1891 - Rouen, 21 januari 1976) was een Frans prelaat. Hij vocht als soldaat mee in de Eerste Wereldoorlog, was priester in Bordeaux en nam deel aan het Tweede Vaticaans Concilie. Later werd hij benoemd tot kardinaal.

## Levensloop

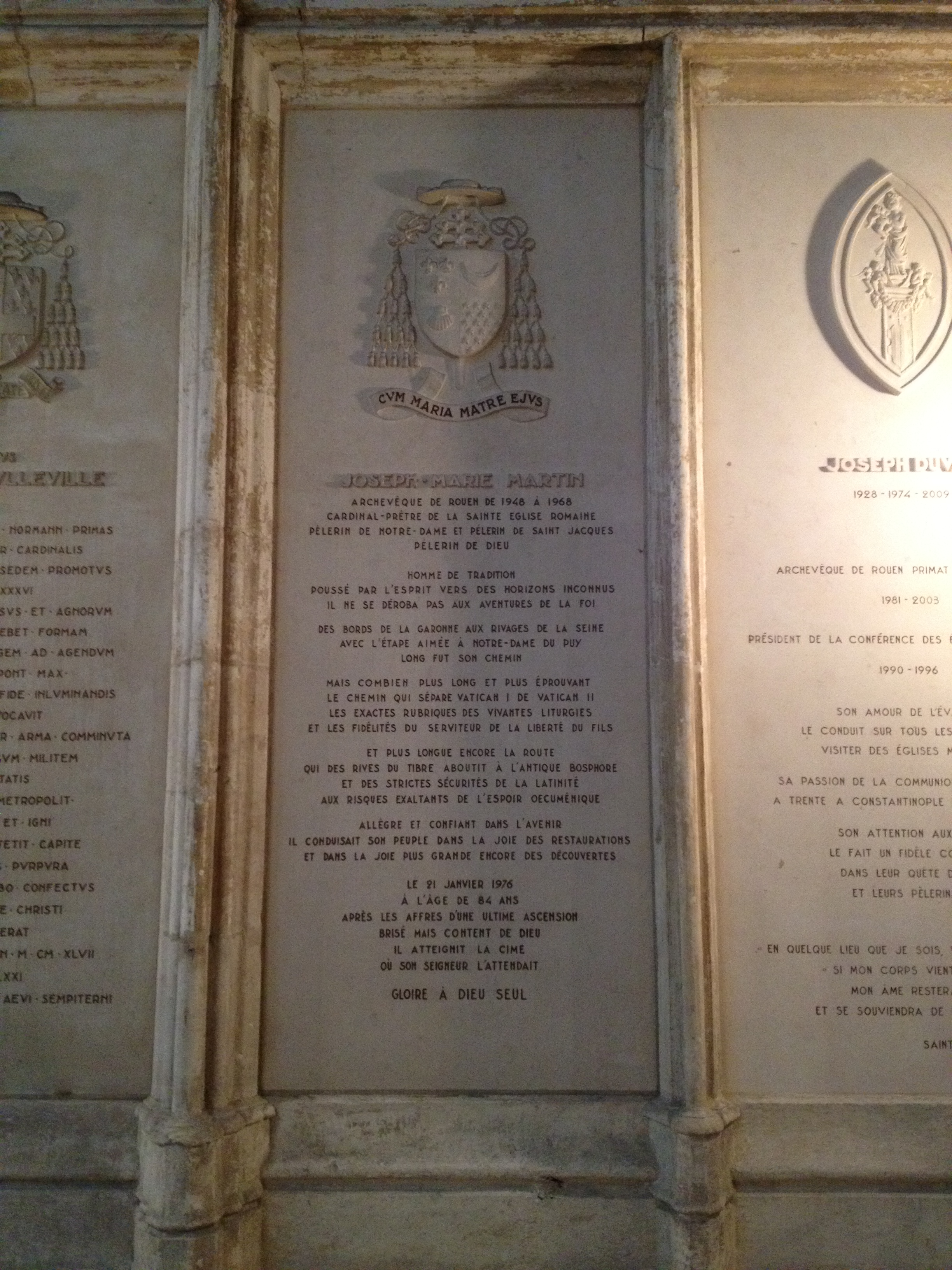
Gedenksteen in de kathedraal van Rouen

In de Eerste Wereldoorlog vocht Martin mee en raakte hij gewond.
Martin werd in 1920 gewijd tot priester in Bordeaux en maakte carrière in het aartsbisdom Bordeaux, waar hij vicaris-generaal was in de periode 1937-1940. In 1940 werd hij tot bisschop van Le Puy-en-Velay gewijd en hij was nadien, van 1948 tot 1968, aartsbisschop van Rouen. In deze functie was hij tevens primaat van Normandië. Hij hield zich bezig met de heropbouw van de kathedraal van Rouen, die beschadigd was tijdens de Slag om Normandië in de Tweede Wereldoorlog.
Hij nam deel aan het Tweede Vaticaans Concilie waar hij namens de Franse bisschoppen de woordvoerder was in de commissie Liturgie. Hij steunde het conciliedocument, waarin de volkstaal werd ingevoerd in de nieuwe mis van paus Paulus VI. Nochtans was hij bevreesd over de tegenreactie van aanhangers van de Tridentijnse Liturgie, voornamelijk uit de Franse bisdommen.
Paus Paulus VI benoemde hem in 1965 tot kardinaal met als titelkerk in Rome de Santa Teresa al Corso d’Italia. In 1968 trok Martin zich terug als kardinaal-aartsbisschop en hij stierf in 1976. Hij werd begraven in de kathedraal van Rouen.

Wapenschild van kardinaal Martin

- Bibliothèque nationale de France: cb12171950b (data)
- Gemeinsame Normdatei: 1089917155
- International Standard Name Identifier: 0000 0001 0855 572X
- Base Léonore: 19800035/1367/58006
- Système universitaire de documentation: 030267056
- Virtual International Authority File: 17264304
- WorldCat: E39PBJj8TmjjQG9JtGcwgRRqcP